# Izidor Urbančič
Izidor Urbančič, slovenski akademski slikar, kipar in pedagog, * 4. april 1925, Ljubljana, Slovenija, † 12. februar 2000, Ljubljana.

## Življenje in delo
Izidor Urbančič se je leta 1947 vpisal na Akademijo za likovno umetnost v Ljubljani in diplomiral v letu 1951. Študij je nato nadaljeval na specialki za slikarstvo in jo pri profesorju Gabrijelu Stupici končal leta 1953. Študijsko se je izpopolnjeval tudi tujini, in sicer v Franciji (1955) in Italiji (1956). 
Kot likovni pedagog je poučeval na šolah v Zagorju ob Savi in v Polju pri Ljubljani ter dolga leta dijake na Srednji aranžerski šoli v Ljubljani. Deloval je tudi na univerzi za tretje življenjsko obdobje. Sodeloval je na številnih slikarskih in kiparskih kolonijah doma in v tujini. Poleg slikarstva se je ukvarjal tudi s kiparstvom in grafiko.

### Razstave
Po letu 1980 je Izidor Urbančič precej razstavljal na razstavah preglednega značaja; leta 1981 so v Bežigrajski galeriji v Ljubljani pripravili retrospektivno razstavo avtorjevih malih slik, ki jo je spremljal razstavni katalog s tekstom Aleksandra Bassina. V isti galeriji je bila leta 1990 na ogled jubilejna razstava, ob kateri je izšel katalog s tekstom F. Zalarja, ter leta 1997 še pregledna razstava Urbančičevega slikarstva in kiparstva, za katero je tekst znova prispeval A. Bassin.